# Герб Енакиева
Герб Енакиево (укр. Герб Єнакієвого) — официальный символ города Енакиево Донецкой области Украины.
Герб был разработан в 1968 году авторской группой: А. И. Чутчев, Г. А. Андриенко, А. К. Панасенко, А. Д. Уткин. Это был один из первых гербов городов Донецкой области.
Официально герб был утвержден исполкомом Енакиевского городского совета 10 июля 1990 года.
Щит герба скошен справа. Верхняя часть красного цвета, который символизирует металлургическую промышленность города. Нижнее поле — чёрного цвета, который символизирует угольную промышленность города.
По центру щита изображена доменная печь золотого цвета. Это доменная печь Старопетровского завода — первая на юге Российской империи. Старопетровский завод был построен для доказательства возможности использования углей и руд Донбасса и был началом развития металлургии в Донбассе.
Первоначально в гербе Енакиево, как и у большинства других гербов Донецкой области, использовался французский щит, типичный для всех городов Российской империи XIX века, но затем по требованиям Украинского геральдического общества щит поменялся на испанский.

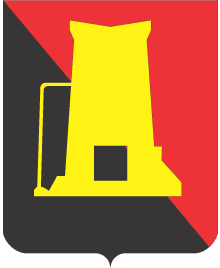
Герб Енакиево на французском щите
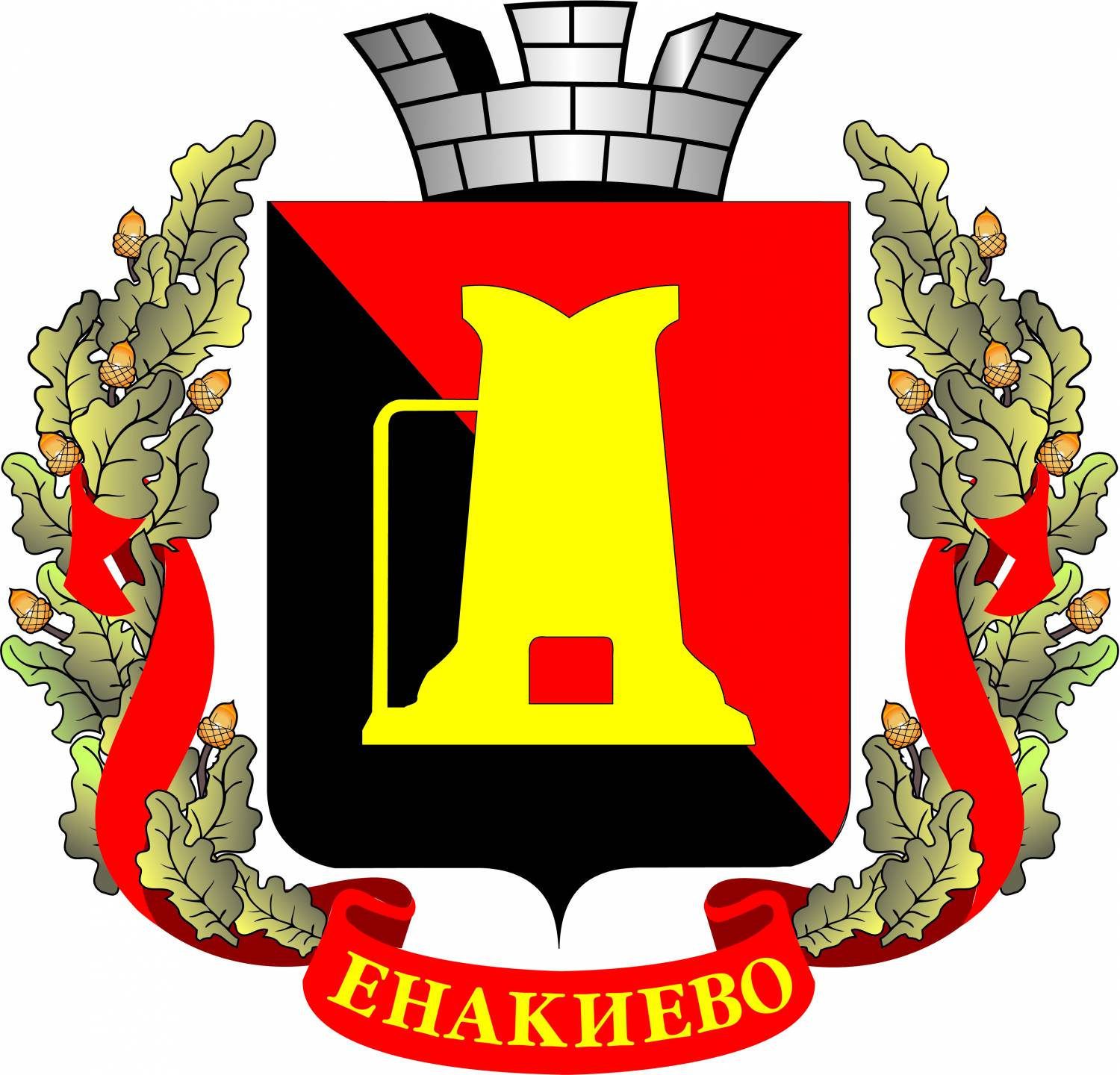
Большой герб
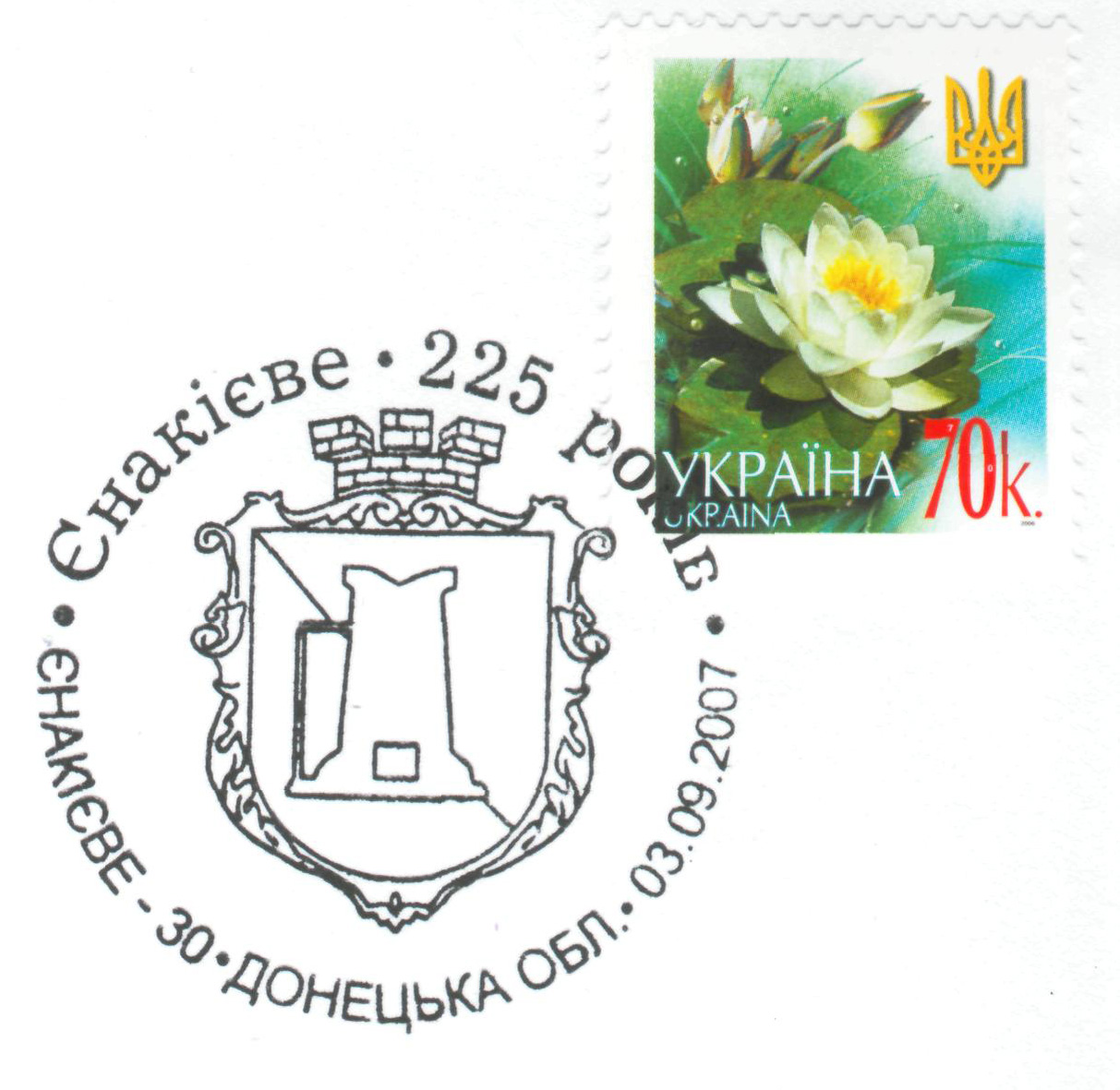
Герб Енакиево на специальном гашении в честь 225-летия города
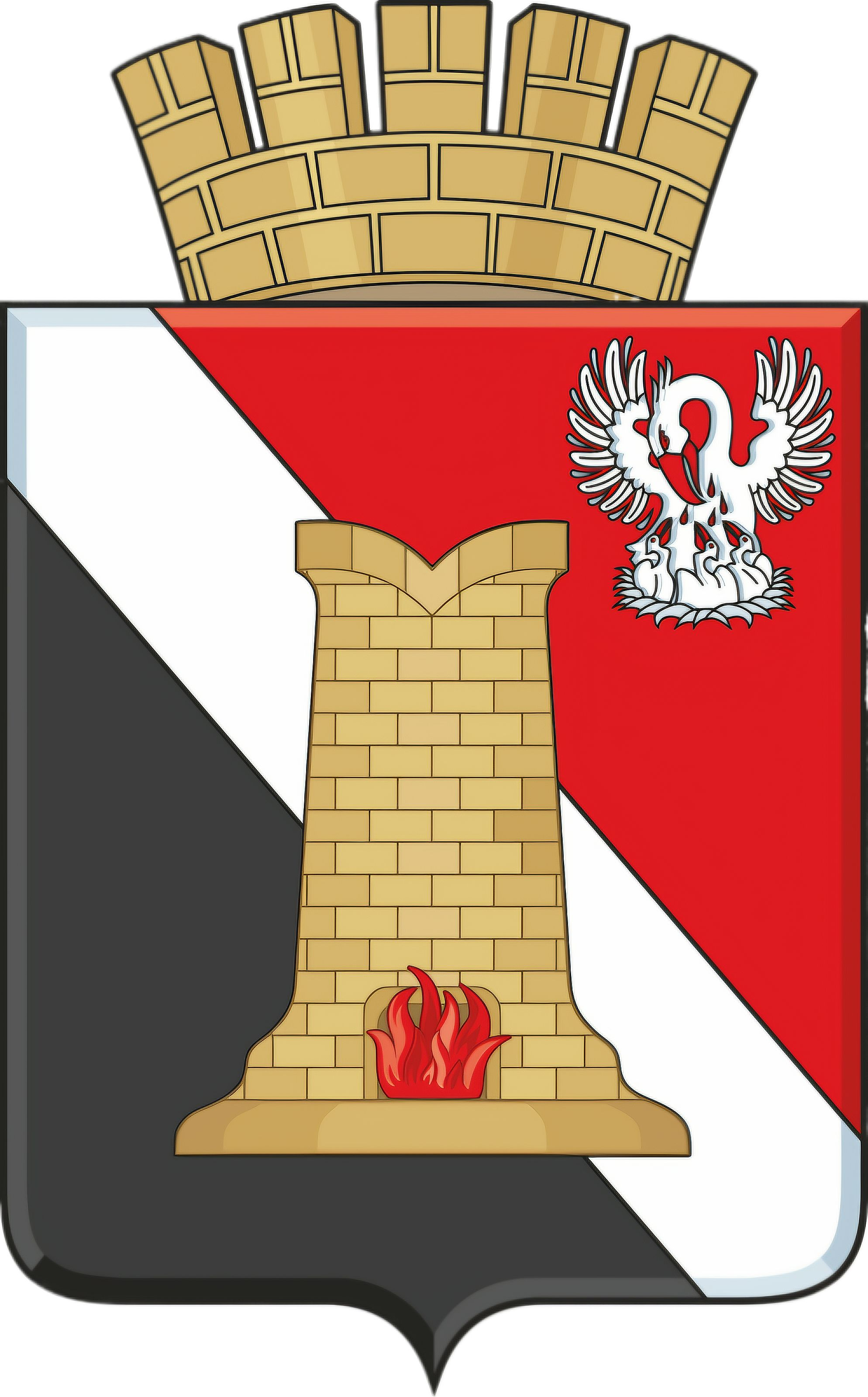
Герб города после аннексии Россией (с 2024 года)